# گرانت سیلکوک
 گرانت سیلکوک (انگلیسی: Grant Silcock؛ زاده ۲۱ مهٔ ۱۹۷۵) یک تنیس‌باز اهل استرالیا است.